# Grand Prix w Piłce Siatkowej Kobiet 1996
Grand Prix w piłce siatkowej kobiet 1996 - siatkarski turniej rozegrany w dniach 30 sierpnia-29 września 1996 r. 
W Grand Prix brało udział 8 reprezentacji narodowych. Finał turniej odbył się w Szanghaju w Chinach.

## Uczestnicy
| Ameryka Północna/Południowa     | Azja                           | Europa         |
| ------------------------------- | ------------------------------ | -------------- |
| Brazylia Kuba Stany Zjednoczone | Korea Południowa Chiny Japonia | Rosja Holandia |

## Faza eliminacyjna

### Pierwszy weekend

#### Grupa A
Sendai
| Data  | Drużyna 1 | Wynik | Drużyna 2 | 1     | 2     | 3     | 4     | 5     | * |
| ----- | --------- | ----- | --------- | ----- | ----- | ----- | ----- | ----- | - |
| 30.08 | Chiny     | 3:0   | Kuba      | 15:13 | 15:8  | 15:12 |       |       |   |
| 30.08 | Rosja     | 3:1   | Japonia   | 10:15 | 15:12 | 15:9  | 15:11 |       |   |
| 31.08 | Kuba      | 3:1   | Rosja     | 5:15  | 15:11 | 15:10 | 15:12 |       |   |
| 31.08 | Japonia   | 2:3   | Chiny     | 15:10 | 12:15 | 10:15 | 15:9  | 11:15 |   |
| 1.09  | Rosja     | 3:1   | Chiny     | 15:13 | 3:15  | 15:9  | 15:12 |       |   |
| 1.09  | Kuba      | 3:1   | Japonia   | 15:11 | 12:15 | 15:8  | 15:13 |       |   |

#### Grupa B
Dżakarta
| Data  | Drużyna 1         | Wynik | Drużyna 2         | 1     | 2     | 3     | 4     | 5     | * |
| ----- | ----------------- | ----- | ----------------- | ----- | ----- | ----- | ----- | ----- | - |
| 30.08 | Holandia          | 3:2   | Stany Zjednoczone | 16:17 | 15:9  | 5:15  | 15:13 | 15:9  |   |
| 30.08 | Korea Południowa  | 0:3   | Brazylia          | 16:17 | 14:16 | 7:15  |       |       |   |
| 31.08 | Stany Zjednoczone | 3:2   | Korea Południowa  | 10:15 | 9:15  | 15:12 | 15:11 |       |   |
| 31.08 | Brazylia          | 3:0   | Holandia          | 15:9  | 15:13 | 15:7  |       |       |   |
| 1.09  | Korea Południowa  | 3:1   | Holandia          | 15:9  | 15:10 | 13:15 | 15:4  |       |   |
| 1.09  | Brazylia          | 3:2   | Stany Zjednoczone | 15:5  | 11:15 | 9:15  | 15:9  | 15:12 |   |

### Drugi weekend

#### Grupa C
Osaka
| Data | Drużyna 1         | Wynik | Drużyna 2         | 1     | 2     | 3     | 4     | 5    | * |
| ---- | ----------------- | ----- | ----------------- | ----- | ----- | ----- | ----- | ---- | - |
| 6.09 | Stany Zjednoczone | 3:2   | Brazylia          | 15:8  | 10:15 | 5:15  | 15:7  | 15:9 |   |
| 6.09 | Japonia           | 0:3   | Rosja             | 6:15  | 5:15  | 11:15 |       |      |   |
| 7.09 | Rosja             | 0:3   | Stany Zjednoczone | 10:15 | 13:15 | 13:15 |       |      |   |
| 7.09 | Brazylia          | 3:2   | Japonia           | 15:2  | 7:15  | 15:9  | 15:17 | 15:8 |   |
| 8.09 | Brazylia          | 3:1   | Rosja             | 16:14 | 14:16 | 15:5  | 15:13 |      |   |
| 8.09 | Stany Zjednoczone | 3:1   | Japonia           | 15:9  | 9:15  | 15:4  | 15:7  |      |   |

#### Grupa D
Pekin
| Data | Drużyna 1        | Wynik | Drużyna 2        | 1     | 2     | 3     | 4    | 5    | * |
| ---- | ---------------- | ----- | ---------------- | ----- | ----- | ----- | ---- | ---- | - |
| 6.09 | Kuba             | 3:0   | Korea Południowa | 16:14 | 15:12 | 15:3  |      |      |   |
| 6.09 | Chiny            | 3:0   | Holandia         | 15:2  | 15:5  | 15:7  |      |      |   |
| 7.09 | Holandia         | 0:3   | Kuba             | 5:15  | 7:15  | 4:15  |      |      |   |
| 7.09 | Korea Południowa | 2:3   | Chiny            | 16:14 | 7:15  | 15:13 | 9:15 | 9:15 |   |
| 8.09 | Korea Południowa | 3:0   | Holandia         | 15:11 | 15:6  | 17:16 |      |      |   |
| 8.09 | Kuba             | 3:0   | Chiny            | 15:3  | 15:10 | 15:10 |      |      |   |

### Trzeci weekend

#### Grupa E
Honolulu
| Data  | Drużyna 1         | Wynik | Drużyna 2         | 1     | 2     | 3     | 4     | 5    | * |
| ----- | ----------------- | ----- | ----------------- | ----- | ----- | ----- | ----- | ---- | - |
| 13.09 | Kuba              | 3:1   | Japonia           | 15:3  | 15:13 | 7:15  | 15:8  |      |   |
| 13.09 | Stany Zjednoczone | 3:1   | Holandia          | 13:15 | 15:0  | 15:12 | 15:9  |      |   |
| 14.09 | Holandia          | 0:3   | Kuba              | 9:15  | 10:15 | 5:15  |       |      |   |
| 14.09 | Japonia           | 3:2   | Stany Zjednoczone | 15:9  | 6:15  | 10:15 | 16:14 | 15:8 |   |
| 15.09 | Holandia          | 3:0   | Japonia           | 15:12 | 15:13 | 16:14 |       |      |   |
| 15.09 | Kuba              | 3:0   | Stany Zjednoczone | 15:10 | 15:13 | 15:4  |       |      |   |

#### Grupa F
Makau
| Data  | Drużyna 1        | Wynik | Drużyna 2        | 1     | 2     | 3     | 4     | 5     | * |
| ----- | ---------------- | ----- | ---------------- | ----- | ----- | ----- | ----- | ----- | - |
| 13.09 | Brazylia         | 3:1   | Rosja            | 14:16 | 15:10 | 15:7  | 15:12 |       |   |
| 13.09 | Chiny            | 3:1   | Korea Południowa | 16:6  | 16:14 | 11:15 | 15:5  |       |   |
| 14.09 | Korea Południowa | 0:3   | Brazylia         | 2:15  | 12:15 | 5:15  |       |       |   |
| 14.09 | Rosja            | 2:3   | Chiny            | 2:15  | 8:15  | 15:13 | 15:13 | 11:15 |   |
| 15.09 | Rosja            | 3:0   | Korea Południowa | 17:15 | 15:12 | 15:10 |       |       |   |
| 15.09 | Chiny            | 3:1   | Brazylia         | 15:7  | 14:16 | 15:7  | 15:12 |       |   |

### Czwarty weekend

#### Grupa G
Tajwan
| Data  | Drużyna 1        | Wynik | Drużyna 2        | 1     | 2     | 3     | 4     | 5 | * |
| ----- | ---------------- | ----- | ---------------- | ----- | ----- | ----- | ----- | - | - |
| 20.09 | Kuba             | 3:0   | Korea Południowa | 15:13 | 15:12 | 15:10 |       |   |   |
| 20.09 | Brazylia         | 3:0   | Japonia          | 15:7  | 15:8  | 15:10 |       |   |   |
| 21.09 | Brazylia         | 3:1   | Korea Południowa | 15:8  | 8:15  | 15:8  | 15:12 |   |   |
| 21.09 | Kuba             | 3:0   | Japonia          | 15:13 | 15:11 | 15:12 |       |   |   |
| 22.09 | Korea Południowa | 3:0   | Japonia          | 15:3  | 15:12 | 15:13 |       |   |   |
| 22.09 | Kuba             | 3:0   | Brazylia         | 15:2  | 15:8  | 16:14 |       |   |   |

#### Grupa H
Hongkong
| Data  | Drużyna 1         | Wynik | Drużyna 2         | 1     | 2     | 3     | 4     | 5     | * |
| ----- | ----------------- | ----- | ----------------- | ----- | ----- | ----- | ----- | ----- | - |
| 20.09 | Rosja             | 3:1   | Stany Zjednoczone | 15:13 | 12:15 | 15:6  | 15:10 |       |   |
| 20.09 | Chiny             | 3:0   | Holandia          | 15:7  | 15:4  | 15:6  |       |       |   |
| 21.09 | Stany Zjednoczone | 3:1   | Holandia          | 15:8  | 15:9  | 14:16 | 15:10 |       |   |
| 21.09 | Rosja             | 3:1   | Chiny             | 15:8  | 15:9  | 16:17 | 15:1  |       |   |
| 22.09 | Rosja             | 3:0   | Holandia          | 15:12 | 15:12 | 15:10 |       |       |   |
| 22.09 | Stany Zjednoczone | 3:2   | Chiny             | 15:11 | 11:15 | 16:14 | 11:15 | 15:12 |   |

### Tabela fazy eliminacyjnej
| Lp. | Drużyna           | Pkt | Mecze | Mecze | Mecze | Sety | Sety | Sety  | Małe punkty | Małe punkty | Małe punkty |
| Lp. | Drużyna           | Pkt | M     | W     | P     | wyg. | prz. | ratio | zdob.       | str.        | ratio       |
| --- | ----------------- | --- | ----- | ----- | ----- | ---- | ---- | ----- | ----------- | ----------- | ----------- |
| 1   | Kuba              | 23  | 12    | 11    | 1     | 33   | 6    | 5.500 | 554         | 386         | 1.435       |
| 2   | Brazylia          | 21  | 12    | 9     | 3     | 30   | 16   | 1.875 | 607         | 518         | 1.172       |
| 3   | Chiny             | 20  | 12    | 8     | 4     | 28   | 20   | 1.400 | 632         | 538         | 1.175       |
| 4   | Rosja             | 19  | 12    | 7     | 5     | 26   | 19   | 1.368 | 586         | 563         | 1.041       |
| 5   | Stany Zjednoczone | 19  | 12    | 7     | 5     | 28   | 24   | 1.167 | 659         | 626         | 1.053       |
| 6   | Korea Południowa  | 15  | 12    | 3     | 9     | 15   | 28   | 0.536 | 511         | 576         | 0.887       |
| 7   | Holandia          | 14  | 12    | 2     | 10    | 9    | 32   | 0.281 | 391         | 594         | 0.658       |
| 8   | Japonia           | 13  | 12    | 1     | 11    | 11   | 35   | 0.314 | 487         | 638         | 0.763       |

Źródło: 
Punktacja: zwycięstwo – 2 pkt; porażka – 1 pkt
     awans do półfinału

## Faza finałowa

### Wyniki
| Data  | Drużyna 1 | Wynik | Drużyna 2 | 1     | 2     | 3    | 4     | 5     | * |
| ----- | --------- | ----- | --------- | ----- | ----- | ---- | ----- | ----- | - |
| 27.09 | Brazylia  | 3:2   | Kuba      | 15:7  | 15:9  | 9:15 | 7:15  | 15:10 |   |
| 27.09 | Rosja     | 3:0   | Chiny     | 15:5  | 15:12 | 15:7 |       |       |   |
| 28.09 | Kuba      | 3:2   | Rosja     | 13:15 | 8:15  | 15:9 | 15:6  | 17:15 |   |
| 28.09 | Brazylia  | 3:2   | Chiny     | 13:15 | 15:11 | 15:5 | 15:17 | 15:9  |   |
| 29.09 | Brazylia  | 3:2   | Rosja     | 13:15 | 12:15 | 15:6 | 15:2  | 16:14 |   |
| 29.09 | Kuba      | 3:1   | Chiny     | 15:5  | 15:8  | 6:15 | 15:13 |       |   |

### Tabela turnieju finałowego
| Lp. | Drużyna  | Pkt | Mecze | Mecze | Mecze | Sety | Sety | Sety  | Małe punkty | Małe punkty | Małe punkty |
| Lp. | Drużyna  | Pkt | M     | W     | P     | wyg. | prz. | ratio | zdob.       | str.        | ratio       |
| --- | -------- | --- | ----- | ----- | ----- | ---- | ---- | ----- | ----------- | ----------- | ----------- |
| 1   | Brazylia | 6   | 3     | 3     | 0     | 9    | 6    | 1.500 | 205         | 165         | 1.242       |
| 2   | Kuba     | 5   | 3     | 2     | 1     | 8    | 6    | 1.333 | 175         | 162         | 1.080       |
| 3   | Rosja    | 4   | 3     | 1     | 2     | 7    | 6    | 1.167 | 157         | 163         | 0.963       |
| 4   | Chiny    | 3   | 3     | 0     | 3     | 3    | 9    | 0.333 | 122         | 169         | 0.722       |

Źródło: 
Punktacja: zwycięstwo – 2 pkt; porażka – 1 pkt

## Klasyfikacja końcowa
| Miejsce | Reprezentacja     |
| ------- | ----------------- |
| złoto   | Brazylia          |
| srebro  | Kuba              |
| brąz    | Rosja             |
| 4.      | Chiny             |
| 5.      | Stany Zjednoczone |
| 6.      | Holandia          |
| 7.      | Korea Południowa  |
| 8.      | Japonia           |